# Снигирёвка (приток Быстрицы)
Снигирёвка — река в Верхошижемском и Оричевском районах Кировской области, левый приток Быстрицы (бассейн Волги). Устье расположено в 46 км по левому берегу. Длина реки составляет 65 км, площадь водосборного бассейна — 768 км².

## Течение
Исток реки находится на Вятских Увалах к югу от села Илгань (Пунгинское сельское поселение) и в 11 км к северо-востоку от посёлка Верхошижемье. Генеральное направление течение — север и северо-восток. Большая часть течения проходит по ненаселённому лесу. Исток и верхнее течение в Верхошижемском районе, нижнее течение — в Оричевском. В верховьях река протекает деревню Гребени (Пунгинское сельское поселение), в среднем течении — деревню Мошкина Мельница (Пустошенское сельское поселение). Впадает в Быстрицу у деревни Трапицыно (Оричевское сельское поселение) в 4 км к юго-востоку от посёлка Стрижи. Ширина реки перед устьем — 15 метров. Высота устья — 107,2 м над уровнем моря.

## Притоки

Бассейн Вятки

(указано расстояние от устья)
- 3,4 км: река Боровица (пр)
- река Язевка (пр)
- 8,8 км: река Дощера (лв)
- 20 км: река Низяна (лв)
- 24 км: река Илгань (пр)
- 30 км: река Пыча (лв)
- река Югриха (пр)

## Данные водного реестра
По данным государственного водного реестра России относится к Камскому бассейновому округу, водохозяйственный участок реки — Вятка от города Киров до города Котельнич, речной подбассейн реки — Вятка. Речной бассейн реки — Кама.
Код объекта в государственном водном реестре — 10010300312111100034778.